# Powiat de Brzeziny
Pour les articles homonymes, voir Brzeziny (homonymie).
Le powiat de Brzeziny (polonais : powiat brzeziński) est un powiat (district - une division administrative territoriale) de la voïvodie de Łódź, dans le centre-sud de la Pologne.
Il est né le 1er janvier 1999, à la suite des réformes polonaises de gouvernement local passées en 1998 et créée en 2002 à partir de la zone nord-est du powiat de Łódź-est. 
Le siège administratif (chef-lieu) du powiat est la ville de Brzeziny, seule ville du powiat, qui se trouve à 20 kilomètres à l'est de Łódź (capitale de la voïvodie). 
Le district couvre une superficie de 358,51 kilomètres carrés. En 2006, sa population totale est de 30 600 habitants, avec une population pour la ville de Brzeziny  de 12 373 habitants et une population rurale de 18 227 habitants.

## Division administrative
Le district est subdivisé en 5 gminy (communes) (1 urbaine et 5 rurales) :
- Commune urbaine : Brzeziny.

- Communes rurales : Brzeziny, Dmosin, Jeżów et Rogów

Celles-ci sont inscrites dans le tableau suivant, dans l'ordre décroissant de la population.
| Gmina                                                   | Type   | Supérficie (km²) | Population (2008) | Chef-lieu  |
| Brzeziny                                                | urbain | 29,6             | 12 373            |            |
| Gmina Brzeziny                                          | rural  | 106,4            | 5 276             | Brzeziny * |
| Gmina Dmosin                                            | rural  | 100,5            | 4 671             | Dmosin     |
| Gmina Rogów                                             | rural  | 66,2             | 4 647             | Rogów      |
| Gmina Jeżów                                             | rural  | 63,8             | 3 633             | Jeżów      |
| * Le siège ne fait pas partie du territoire de la gmina |        |                  |                   |            |

## Démographie
Données du 31 décembre 2009 :
| Description | Total  | Total | Femmes | Femmes | Hommes | Hommes |
| ----------- | ------ | ----- | ------ | ------ | ------ | ------ |
| Unité       | Nombre | %     | Nombre | %      | Nombre | %      |
| Population  | 30 537 | 100   | 15 697 | 51,40  | 14 840 | 48,60  |
| Urbain      | 12 289 | 40,24 | 6 456  | 21,14  | 5 833  | 19,10  |
| Rural       | 18 248 | 59,76 | 9 241  | 30,26  | 9 007  | 29,50  |

## Histoire
De 1975 à 1998, les différentes gminy du powiat actuel appartenaient administrativement à la voïvodie de Skierniewice.